# Kudak

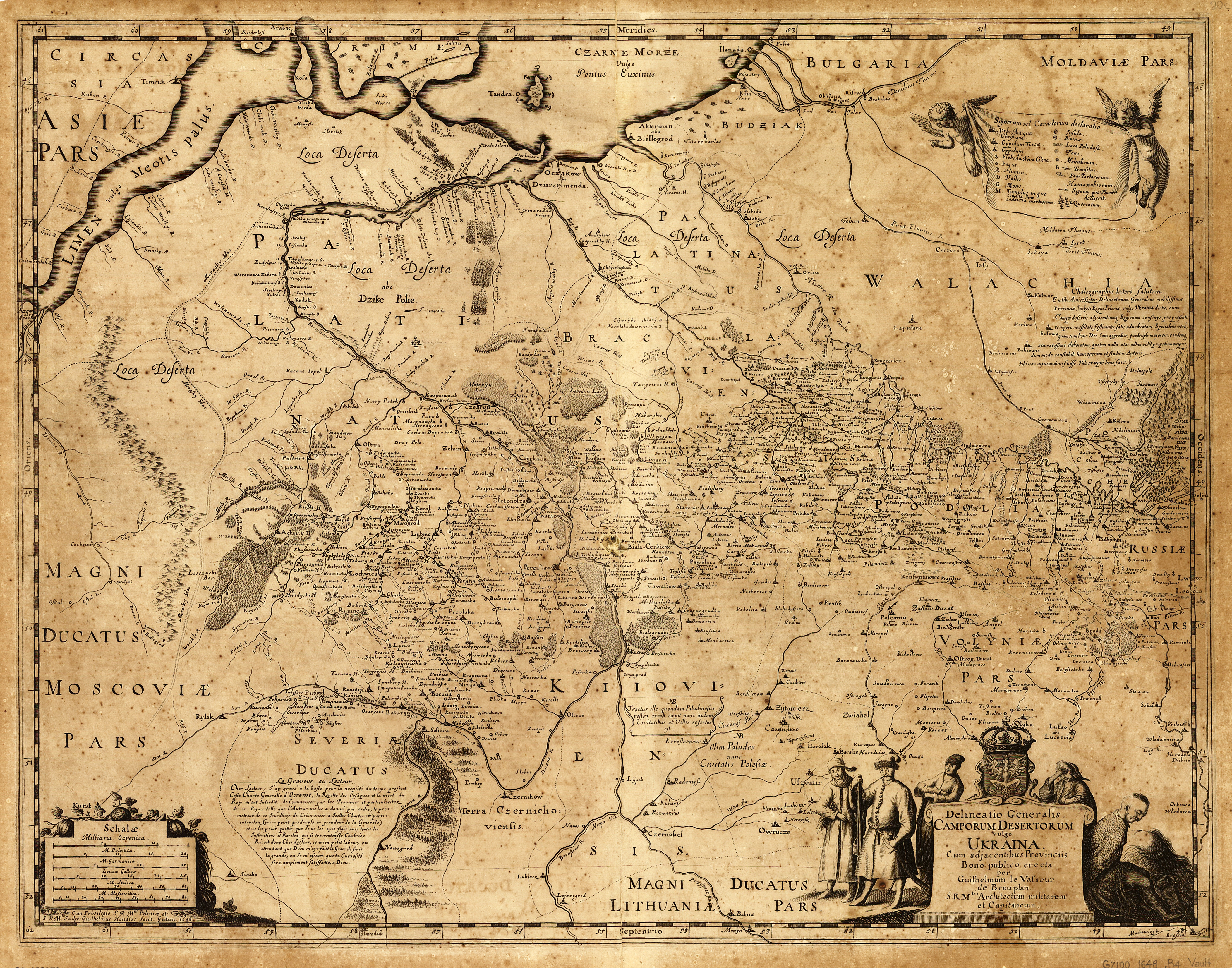
Kudak na mapie z połowy XVII wieku

Kudak (ukr. Кодак) – polska twierdza zbudowana w latach 1635–1637 w celu utrzymania w posłuszeństwie Kozaków zaporoskich. Zdobyta przez Kozaków w 1635 roku w czasie powstania Sulimy i w 1648 roku w czasie powstania Chmielnickiego (kapitulacja na honorowych warunkach).

## Pierwsza twierdza (szaniec)
Wzniesiona została w ciągu 4 miesięcy w formie niewielkiego czworobocznego fortu, na prawym wysokim brzegu Dniepru, poniżej ujścia Samary, w miejscu, gdzie zaczynały się porohy – na wysokości Kudackiego (Kojdackiego) porohu, od którego wzięła nazwę. Pierwotnie twierdzę nazywano Kodak. Miejsce, w którym zbudowano fort, znajduje się 10 km poniżej obecnego miasta Dniepr (do 2016 – Dniepropetrowsk). Miała ona osłaniać południowe granice Polski, ograniczać kontakty chłopów ukraińskich z Kozakami zaporoskimi oraz zapobiegać wyprawom Kozaków na Krym, co powodowało częste konflikty dyplomatyczne z Turcją. Określana była jako „klucz do Zaporoża”. Była to reduta z dwoma półbastionami od wschodu (południowo-wschodni półbastion zachował się do dzisiaj), którą wzniesiono według projektu pułkownika królewskiego Jeana de Marion (Jan Marian). Załoga początkowo składała się z 200 najemnych dragonów. Na skutek zdrady kilku rusińskich żołnierzy z oddziału de Mariona, niedokończony szaniec opanowali w nocy z 3 na 4 sierpnia 1635 roku Kozacy pod dowództwem Iwana Sulimy, którzy powracali znad Morza Czarnego. Następnie Kozacy Sulimy wybili całą załogę, znęcając się nad de Marionem, a fort zniszczyli. Wkrótce jednak w 1637 roku sejm podjął uchwałę o sfinansowaniu odbudowy fortu, w związku z czym hetman Stanisław Koniecpolski obsadził ruiny 4000 żołnierzy i naprawił zniszczenia.

## Druga twierdza
W 1639 roku Polska zbudowała nową twierdzę w Kudaku, obok starego fortu, według planów Johanna Pleitnera i zrealizowano z pomocą Fryderyka Getkanta i Eliasza Arciszewskiego, jako założenie o rozmiarach około 207 × 210 metrów w szpicach bastionów. Twierdza zbudowana według założeń szkoły staroholenderskiej miała dwa pełne bastiony, dwa półbastiony i rodzaj dzieła kleszczowego od strony rzeki Dniepr. Twierdzę otaczały ziemne wały z przedpiersiami, kleszcze od strony Dniepru, z trzech stron suche fosy i dwa rzędy częstokołów. Wjazd z bramą znajdował się od strony zachodniej. Załoga zwiększyła się do 600 ludzi. W twierdzy założono jeden z arsenałów artylerii koronnej (obok np. Lwowa, Kamieńca, Baru). Twierdza w 1639 roku miała 11 dział, w tym kolubrynę bastardową, 4 działa regimentowe, 6 dział żelaznych, 200 granatów, 1050 kul 4-funtowych i 50 kul 12-funtowych. W 1648 roku liczba dział wzrosła. Na południowy zachód od twierdzy w odległości 2,8 km znajdowała się duża drewniana wieża obserwacyjna, w miejscu której powstała później wieś Niemieckoje, nazwana od narodowości żołnierzy jej strzegących. Pierwszym komendantem twierdzy był Jan Wojsław Żółtowski, który zmarł w twierdzy w 1640 roku i został pochowany w pobliskim kościółku zakonu Dominikanów. Jego następcą był pułkownik Krzysztof Grodzicki. W 1645 roku twierdzę odwiedził Jeremi Wiśniowiecki.

## Oblężenie w 1648 roku
Podczas powstania Chmielnickiego dowodzony przez Krzysztofa Grodzickiego Kudak odpierał kozackie oblężenie przez 5 miesięcy na tyle skutecznie, że Chmielnicki musiał zastąpić dowodzącego oblegającymi Szumiejkę nowym dowódcą Maksymem Nestorenką. Szturmy jednak były odpierane z ciężkimi stratami Kozaków sięgającymi aż 4 tys. żołnierzy. Grodzicki jednak na wieść o porażce wojsk koronnych pod Piławcami z uwagi na to, że nadchodziła zima i nie mógł się już spodziewać odsieczy, skapitulował 2 października 1648 roku. Załodze zagwarantowano opuszczenie twierdzy ze sztandarami i bronią. Kompanie dragonów Grodzickiego i Wejhera oraz „polską” odprowadzono w kierunku Czehrynia (gdzie część polskich i niemieckich żołnierzy oraz ich rodzin poniosła śmierć na skutek ataków Kozaków i czerni, zaś część została zatrzymana w niewoli: Tam kiedyśmy się ruszyli, zaraz jednych na miejscu, niektórych na polu, a ostatek najbardziej u bramy, odbierając chorągwie, muszkiety, bębny, wozy z końmi i broń, i wszystko odzienie aż do naga; na najmniejszym sprzeciwieniem się bijąc, krwawiąc, nie tylko mężczyzn, ale białogłowy i dzieci i do siebie sposobem pogańskim za niewolników dzieci biorąc od rodziców i drugich, mianowicie Polaków do chrztu ruskiego przyniewalając), kompanię dragonów Marcina Czarnieckiego do Woronikówki, a kompanię dragonów Stanisława Koniecpolskiego do Kryłowa nad Dnieprem.
W późniejszym okresie, po radzie w Perejasławiu w 1654 roku, Kudak był obsadzony przez Kozaków.
Twierdza została ostatecznie zburzona przez Rosję na skutek upokarzających dla niej ustaleń traktatu pruckiego między Rosją a Turcją z 1711 roku.

## Stan obecny

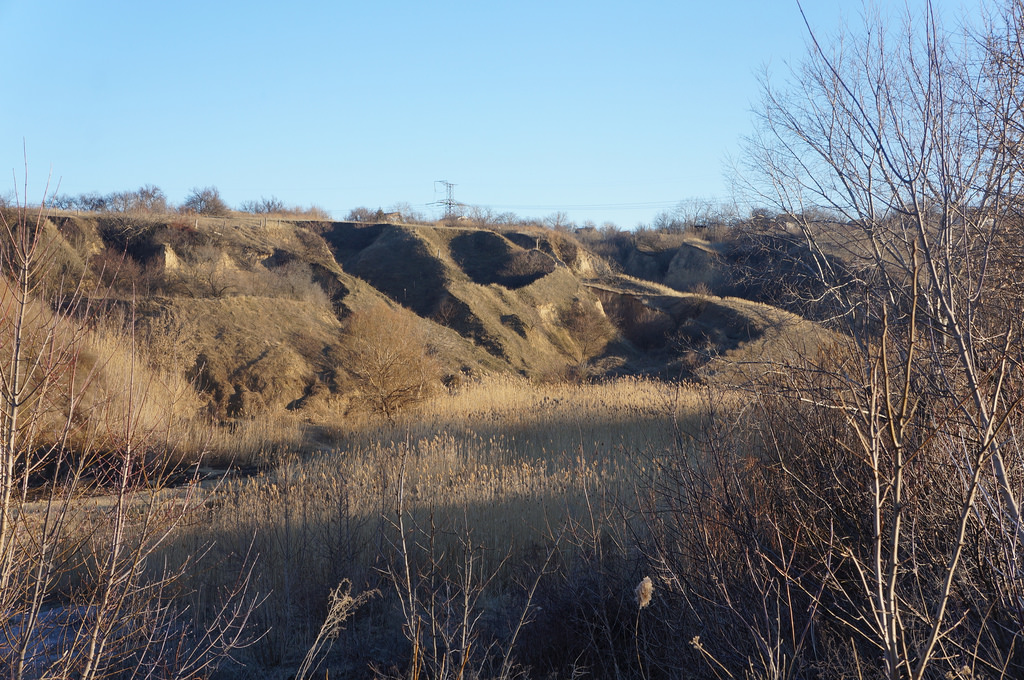
Pozostałości twierdzy

Eksploatowany w latach 1944–1994 w bezpośrednim sąsiedztwie kamieniołom (obecnie jezioro) doprowadził do zniszczenia większej części pozostałości twierdzy.
Do czasów obecnych zachowały się pozostałości dwóch bastionów, łączącego je wału ziemnego oraz fragmenty wału północno-zachodniego, a ponadto widoczne są ślady jednego z półbastionów pierwszej twierdzy. Znajduje się tam również, wzniesiony w 1910 roku na polecenie rosyjskich władz, pomnik upamiętniający powstanie Chmielnickiego z 1648 roku oraz „wieczny sojusz rosyjsko-ukraiński”. Napis głosi: „W tym miejscu hetman Bohdan Chmielnicki wraz z wojskami zaporoskimi zdobył w walce polską twierdzę Kudak 24 kwietnia 1648 roku”), ponadto współcześnie wzniesiono tam tablicę zawierającą krótką informację o twierdzy, a także przedstawiający jej rysunek oraz kamienie upamiętniające powstanie kozackie. Ruiny są obecnie zabytkiem.